# 藍道·葛瑞查克
藍道·亞歷山大·葛瑞查克（英語：Randal Alexander Grichuk，1991年8月13日—），為美國職棒大聯盟的外野手，目前效力於堪薩斯市皇家，他先前曾效力於紅雀、藍鳥、洛磯、天使與響尾蛇等隊。2009年美國職棒大聯盟選秀，天使隊在第一輪24順位選走葛瑞查克。雖然他備受期待，但在天使隊小聯盟的五年間，葛瑞查克深受傷勢所苦，加上全壘打能力尚待開發，最終天使隊將他交易到紅雀。
葛瑞查克的打擊火力、傳球臂力、速度和防守範圍都很出色，所有外野位置他都能勝任。2013年，他曾在小聯盟拿下外野手的金手套獎。

## 職業生涯

### 洛杉磯安那罕天使
2009年美國職棒大聯盟選秀，天使隊在第一輪24順位選走葛瑞查克。這個順位甚至比「鱒魚」麥可·楚奧特還要高一個順位。
不過加入天使隊的葛瑞查克卻一直被傷痛找上門，2010年，他因為韌帶撕裂傷僅出賽12場比賽。後來他又被自打球打傷膝蓋，傷癒後又在一次撲球中扭到手腕。2012年，他終於在1A經歷第一個完整球季，並於隔年升上2A。2013年10月，葛瑞查克獲選小聯盟右外野手的金手套獎。
2013年11月20日，葛瑞查克入選球隊的40人名單。但他在2天後和Peter Bourjos一同被交易至紅雀隊，換來大衛·佛里斯和Fernando Salas。

### 聖路易紅雀

#### 2014年–2015年
2014年，葛瑞查克從3A開季。後來他在4月28日登上大聯盟，在首打席便敲出安打。6月7日，他敲出大聯盟首轟。
2015年，他成為球隊的五號外野手。4月16日至5月16日之間，他因為背部受傷而進入傷兵名單養傷。6月初，球隊外野手麥特·哈勒戴受傷，葛瑞查克因此獲得上場機會。而他在7月18日達成雙響砲外加個人新高的單場6分打點紀錄。後來他在8月中傷到右手肘，雖然在9月份短暫復出，不過當時他的傷勢並未完全痊癒。球季結束後，他為了治好運動型疝氣而去動了手術。

#### 2016年–2017年
2016年，葛瑞查克成為球隊的先發中外野手。5月23日，他敲出生涯首發再見全壘打。這年他的表現並不穩定，因此時常在3A和大聯盟之間升降。8月13日，他在25歲生日這一天敲出生涯首發滿貫砲。最後他在這年繳出2成40的打擊率，並敲出24轟與48分打點。
2017年4月2日，葛瑞查克在開幕戰不僅開轟，還敲出再見安打。

### 多倫多藍鳥
2018年1月19日，紅雀用葛瑞查克向藍鳥隊交易Dominic Leone和Conner Greene。他在4月30日敲出該季首轟，不過他在前25場比賽的打擊率只有1成06，並僅敲出2轟與7分打點。4月30日，他因為右膝受傷進入傷兵名單。6月1日重返球場後，葛瑞查克漸漸找回手感。該年他的打擊率為2成45，而且敲出全隊最多的25轟。
2019年4月2日，葛瑞查克和球隊簽下5年5,200萬美元的延長合約。儘管該年他的打擊率只有2成32，不過他敲出31轟和80分打點都是全隊第一。
2020年7月26日，葛瑞查克因為右薦髂關節不適而進入傷兵名單。整年他的打擊率為2成73，敲出12轟與35分打點。

### 科羅拉多洛磯
2022年3月24日，藍鳥將葛瑞查克交易到洛磯，換來雷梅爾·塔皮亞和Adrian Pinto。

## 個人生活
葛瑞查克於2020年11月結婚，目前定居在亞利桑那州的鳳凰城。

## 外部連結
- 球員資訊和成績在MLB ，ESPN ，Retrosheet ，Baseball Reference ，Baseball Reference (Minors) ，Fangraphs ，The Baseball Cube （英文）
- 藍道·葛瑞查克的X（前Twitter）